# 李周一
李 周一(イ・ジュイル、이주일、1918年11月14日-2002年1月28日)は、大韓民国の軍人、政治家。

## 経歴
1918年11月、咸鏡北道に生まれる。光明中学校卒業。新京軍官学校予科卒業(第1期)、成績優秀のため朴林恒、崔昌彦らと共に陸軍士官学校に留学(第56期相当)。卒業後は満州国軍将校となり終戦時は中尉。
終戦後、申鉉俊や朴正煕と共に北平に到り、ここで韓国光復軍に編入され第3支隊平津大隊第1中隊長となった。
1948年12月、陸軍士官学校卒業(特別第7期)、任大尉(軍番11638番)。
1949年、朴正煕の伝手で南朝鮮労働党党員になり、麗水・順天事件に関わった容疑で逮捕される。
1950年7月、第2軍団作戦部長。
1950年12月10日、第28連隊長（大領）。
1952年10月の白馬高地の戦いに参加。
1953年、陸軍大学卒業。
1954年、第12師団長。
1956年、国防大学院卒業。
1959年6月、第2軍参謀長。副司令官が朴正熙少将であり1961年5月の5・16軍事クーデターの首謀者の1人になる。
クーデター後は軍事革命委員会委員、国家再建最高会議最高委員、国家再建最高会議人事小委員、不正貯蓄処理委員会委員長を務める。
1961年、国家再建最高会議の常任委員、財政委員長、副議長を歴任。
1962年1月、中将に昇進。3月、オリンピック委員会委員長兼大韓体育会会長。
1963年5月、同志会副会長。12月、予備役編入。
1964年、監査院院長。